# Eupithecia reisserata
Eupithecia reisserata is een vlinder uit de familie spanners (Geometridae). De wetenschappelijke naam is voor het eerst geldig gepubliceerd in 1976 door Pinker.
De soort komt voor van Cyprus en Griekenland tot Syrië en Azerbeidzjan.